# جورج تريب
جورج تريب (بالألمانية: Georg Tripp)‏ هو مدرب كرة قدم ولاعب كرة قدم ألماني في مركز الهجوم، ولد في 18 مارس 1941 في ماربورغ في ألمانيا. لعب مع أفينيون فوت 84 وراسينغ كولومب وستاد لافالوا وكيكرز أوفنباخ وماينتس 05 ونادي أنغوليم ونادي سيدان ونادي كولن ونادي ميتز.

## وصلات خارجية
- جورج تريب على موقع قاعدة بيانات كرة القدم.إي يو (الإنجليزية)
- جورج تريب على موقع بيانات كرة القدم. دي إي (الألمانية)
- جورج تريب على موقع Soccerway.com (الإنجليزية)
- جورج تريب على موقع عالم كرة القدم.نت (الإنجليزية)